# Patrycja Wyciszkiewicz
Patrycja Wyciszkiewicz (Śrem, 8 de enero de 1994) es una deportista polaca que compite en atletismo, especialista en las carreras de relevos.
Ganó una medalla de plata en el Campeonato Mundial de Atletismo de 2019 y una medalla de plata en el Campeonato Mundial de Atletismo en Pista Cubierta de 2018. Además, obtuvo una medalla de oro en el Campeonato Europeo de Atletismo de 2018 y una medalla de oro en el Campeonato Europeo de Atletismo en Pista Cubierta de 2017.
Participó en dos Juegos Olímpicos de Verano, en los años 2012 y 2016, ocupando el sexto lugar en Río de Janeiro 2016, en la prueba de 4 × 400 m.

## Palmarés internacional
| Campeonato Mundial                   | Campeonato Mundial       | Campeonato Mundial | Campeonato Mundial |
| Año                                  | Lugar                    | Medalla            | Prueba             |
| ------------------------------------ | ------------------------ | ------------------ | ------------------ |
| 2019                                 | Doha (Catar)             | Medalla de plata   | 4 × 400 m          |
| Campeonato Mundial en Pista Cubierta |                          |                    |                    |
| Año                                  | Lugar                    | Medalla            | Prueba             |
| 2018                                 | Birmingham (Reino Unido) | Medalla de plata   | 4 × 400 m          |
| Campeonato Europeo                   |                          |                    |                    |
| Año                                  | Lugar                    | Medalla            | Prueba             |
| 2018                                 | Berlín (Alemania)        | Medalla de oro     | 4 × 400 m          |
| Campeonato Europeo en Pista Cubierta |                          |                    |                    |
| Año                                  | Lugar                    | Medalla            | Prueba             |
| 2017                                 | Belgrado (Serbia)        | Medalla de oro     | 4 × 400 m          |